# Stara Synagoga w Tarnowie
Stara Synagoga w Tarnowie – nieistniejąca synagoga przy ulicy Żydowskiej, której ocalałe relikty (bima) znajdują się w Tarnowie.

## Historia
Pierwsza drewniana tarnowska bożnica zbudowana została około 1582 roku, najprawdopodobniej spłonęła podczas pożaru miasta w 1622 roku. Na jej miejscu w 1630 roku wzniesiono kolejny budynek synagogi, trzy lata później i on uległ zniszczeniu w czasie ogromnego pożaru miasta. Początkowo odbudowie synagogi sprzeciwiał się biskup krakowski Andrzej Trzebicki. Synagogę odbudowano dopiero w 1670, po potwierdzeniu przez Janusza Ostrogskiego (ówczesnego właściciela miasta) przywilejów nadanych Żydom. W 1793 budynek synagogi znacznie rozbudowano, od strony zachodniej dobudowano przedsionek, od strony północnej przybudówkę.

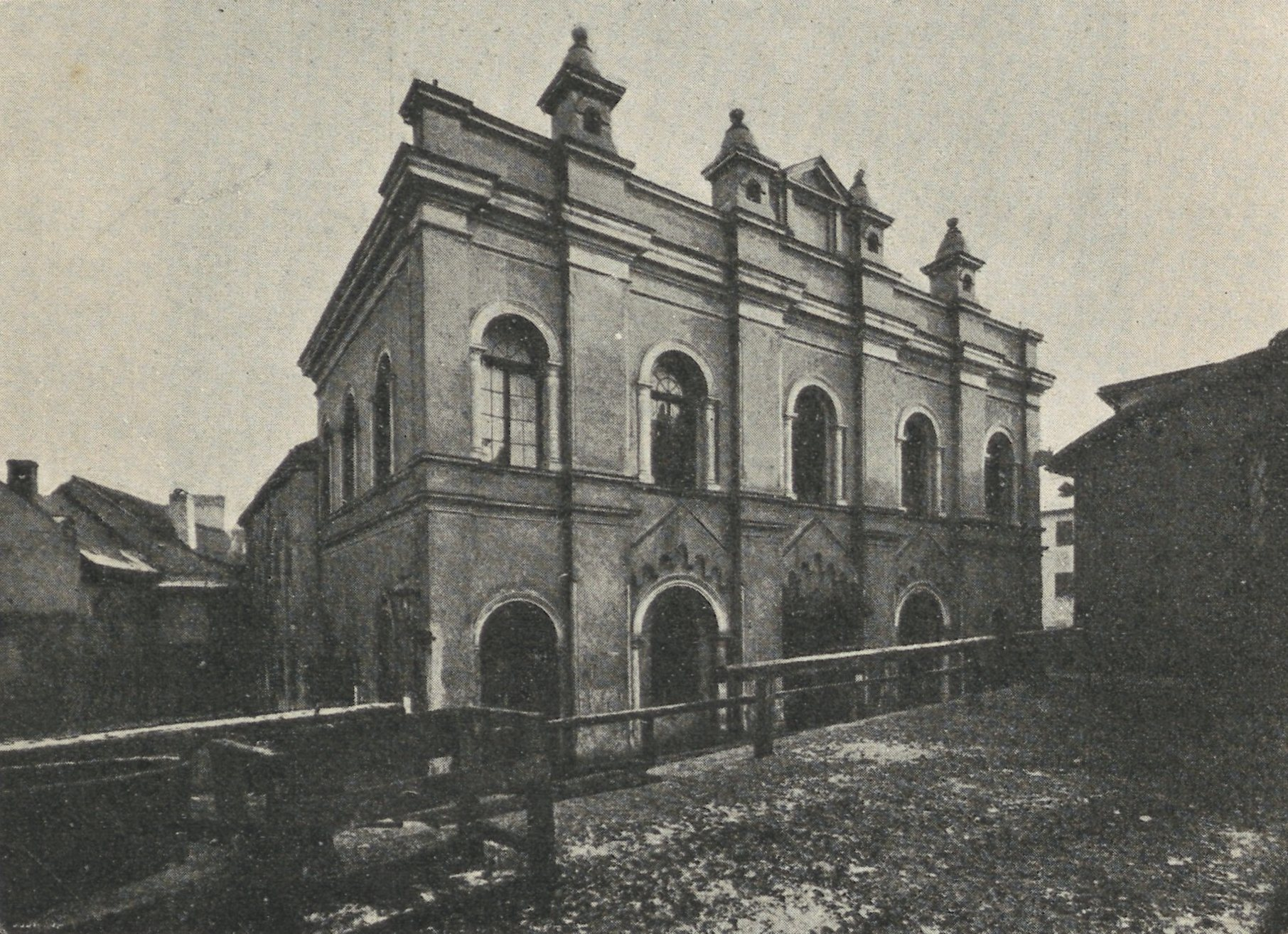
Synagoga Stara w czasie swej świetności

W 1814 synagoga została ponownie uszkodzona podczas kolejnego pożaru miasta. Wówczas doszczętnie spłonęły obie dobudówki oraz mykwa. Pomiędzy 1815 a 1848 rokiem bożnica została odbudowana i znacznie powiększona. Wydłużono wtedy budynek w kierunku zachodnim oraz od strony południowej dostosowano do niego tylne ściany dwóch kamienic. W 1878 przeprowadzono generalny remont oraz renowację synagogi.
W latach 80. XIX w. budynek został rozbudowany o szeroką, piętrową, neoromańską część frontową, a w jej przyziemiu od strony południowej umieszczono salę dla kobiet. Równolegle przebudowano dach oraz attykę. W 1929 inżynierowie stwierdzili bardzo zły stan budynku, a w 1935 stwierdzono już spękanie elewacji zachodniej i północnej.
Podczas II wojny światowej, 8 listopada 1939 hitlerowcy spalili synagogę, następnie w 1941 wysadzono ją w powietrze i w 1942 rozebrano jej mury. Do dziś zachowała się murowana bima w stanie trwałej ruiny, objętej opieką konserwatora. Została osłonięta dachem i nocą jest podświetlana. Teren nazwano Skwerem Starej Synagogi.

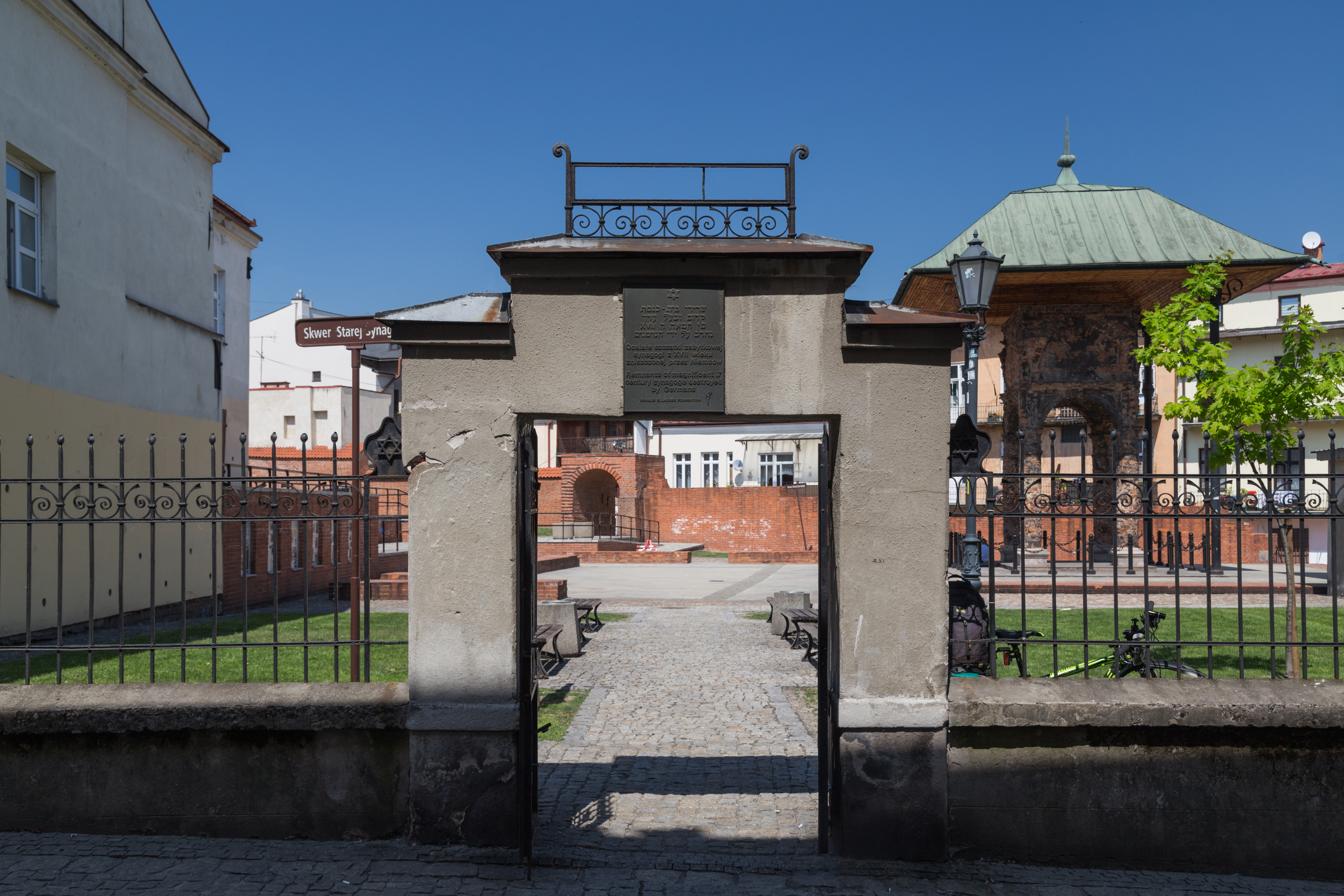
Ogrodzenie Starej Synagogi od strony ul. Żydowskiej (2018)

## Architektura
Murowany budynek synagogi wzniesiono na planie kwadratu w stylu manierystyczno-barokowym. Sala główna w świetle murów ok. 14,0 × 14,0 m, zagłębiona na ok. 1 metr poniżej poziomu terenu, posiadała sklepienie dziewięciopolowe z lunetami oraz z najmniejszym polem środkowym. Przekrycie pola środkowego było znacznie obniżone w stosunku do obiegającego sklepienia krzyżowo-żebrowe. W zachodniej części znajdował się przedsionek nad którym znajdował się babiniec. Salę główną oświetlały niezbyt wysokie okna ze sklepieniem odcinkowym umieszczone w lunetach sklepienia – po trzy w ścianie południowej i północnej oraz dwoma w ścianie wschodniej po obu stronach aron ha-kodesza. Okna umieszczono wysoko, a ich parapety na poziomie dolnej granicy głowic bimy (ok. 4,5 m nad poziomem posadzki). Poniżej okien przebiegał fryz arkadowy z naprzemiennych szerszych i wyższych oraz węższych i niższych półkoliście przesklepionych wnęk na tablice z napisami.
Bożnica posiadała bardzo bogate wyposażenie, we wschodniej ścianie znajdował się piękny, polichromowany, miedziany, renesansowy aron ha-kodesz, obok którego znajdowały się dwa XVI-wieczne lichtarze.

## Bima

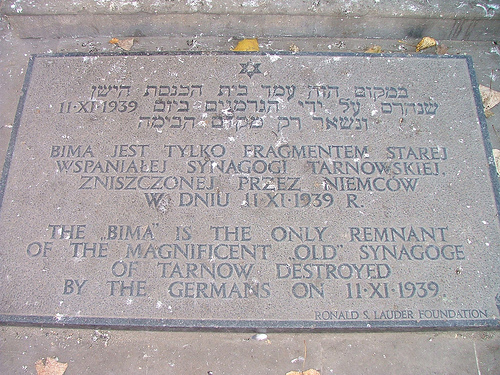
Tablica pamiątkowa z 1989

Po synagodze zachował się ceglany baldachim z wewnętrzną spłaszczoną kopułką, wsparty na czterech okrągłych narożnych kolumnach, połączonych archiwoltami, pomiędzy którymi stała kiedyś bima. W 1987 została poddana konserwacji i osłonięta dachem. W 1989 umieszczono przy niej granitową tablicę pamiątkową z treścią w językach polskim, hebrajskim oraz angielskim.
W 2006 po raz kolejny bima została poddana konserwacji, którą sfinansowała krakowska gmina żydowska, miasto Tarnów oraz prywatny sponsor z Izraela. Wówczas usunięto uszkodzenia, przytwierdzono tynki, osadzono cegły, zdublowano kotwy i wzmocniono konstrukcję bimy. Zachowano formę trwałej ruiny, symbolu barbarzyństwa hitlerowskiego. Całość kosztowała około 60 tysięcy złotych. Podczas prac dokonano odkrycia, w murze znaleziono monetę – szeląg litewski Jana Kazimierza z lat 60. XVI w. Wokół bimy wycięto również spróchniałe topole.
Pojawiły się koncepcje odbudowy synagogi, lecz ze względu na pobliską zabudowę odbudowa jest niemożliwa. Od strony ulicy Żydowskiej zachował się żelazny, artystyczny płot, będący kiedyś częścią ogrodzenia bożnicy.
W 2015 obiekt wpisano do rejestru zabytków województwa małopolskiego.